# 虹 (コブクロの曲)
『虹』（にじ）は、コブクロの17枚目のシングル。2009年4月15日発売。発売元はワーナーミュージック・ジャパン。

## 解説
前作「時の足音」以来約半年ぶりのシングル。2009年3月下旬からJALのCMソング。これまで『ここにしか咲かない花』から『時の足音』まで6作連続でドラマ主題歌だったが、当曲では一転、企業CMタイアップとなった。カップリング曲『Summer rain』はコブクロ初のアニメタイアップ曲である。
初回限定盤には「虹」のメイキング映像と「ベテルギウス」のPVを収録したDVDが付属する。
初動売上は「君という名の翼」以来4作ぶりに10万枚を下回った。

## 収録曲
全曲作詞・作曲：小渕健太郎、編曲:コブクロ
1. 虹
  - JAL CMソング
  - 全国民放FM53局「MEET THE MUSIC」フィーチャリングソング
  - RIZAP KBCオーガスタゴルフトーナメント2018 大会公式テーマ曲
2. Summer rain
  - テレビ東京系アニメ「クロスゲーム」オープニングテーマ
3. ルルル
4. 虹(Instrumental)
5. Summer rain(Instrumental)
6. ルルル(Instrumental)

## 収録アルバム
- CALLING（#1,2）
- ALL SINGLES BEST 2(#1,2)
- ALL TIME BEST 1998-2018(#1)
- Seasons Selection〜Spring〜 (#1)
- Seasons Selection〜Summer〜 (#2)
- ALL SEASONS BEST (#1,2)

※「ルルル」はアルバム未収録

## 演奏
- 小渕健太郎：Vocal, Acoustic Guitar, Electric Guitar, Gut Guitar, Blues Harp
- 黒田俊介：Vocal
- 桜井正宏：Drums
- 山田裕之：Bass
- 塩谷哲：Piano, Rhodes (#1)
- 斎藤有太：Piano, Rhodes (#2.3)
- 福原将宣：Electric Guitar (#1.2)
- 坂井"Lambsy"秀彰：Percussions
- 漆原直美、藤縄陽子、牛山玲名、氏川恵美子、友清麻樹子、丹羽洋輔、真部裕、村越麻希子、大和加奈、吉田翔平：Violin (#1)
- 渡邉智生、西村知佳子、山本法子、吉田篤貴：Viola (#1)
- 原口梓、伊藤ハルトシ、遠藤益民：Cello (#1)
- 弦一徹：Violin, Strings Arrangement (#2)
- 金子芳子、森琢哉、梶谷裕子：Violin (#2)
- 門脇大輔、永田真希：Viola (#2)
- 森田香織、岩永知樹：Cello (#2)
- 藤井理央、小渕健太郎：Strings Arrangement (#1)
- 岩瀬聡志：Programming